# 2018 في الولايات المتحدة
فيما يلي قوائم الأحداث التي وقعت خلال عام 2018 في الولايات المتحدة.

## أحداث
- 15 مارس – انهيار جسر مشاة جامعة فلوريدا الدولية
- 20 يناير – تعطيل الحكومة الفيدرالية الأمريكية 2018
- 7 يناير – حفل توزيع جوائز الغولدن غلوب الخامس والسبعون
- 14 فبراير – حادثة إطلاق النار في باركلاند 2018
- 6 أكتوبر - مجلس الشيوخ يوافق على تعيين بريت كافانو قاضيًا في المحكمة العليا للولايات المتحدة.

## سياسة

### تعيين في المنصب
- 13 مارس – تعيين جينا هاسبل مديرةً لوكالة المخابرات المركزية.
- 13 مارس – تعيين مايك بومبيو وزيراً للخارجية.
- 6 أكتوبر - تعيين بريت كافانو قاضياً في المحكمة العليا.

### انتهاء فترة المنصب
- 2 يناير – آل فرانكن عضو مجلس الشيوخ الأمريكي.
- 16 يناير – كريس كريستي حاكم نيو جيرسي [الإنجليزية]‏.
- 31 يناير – سام براون باك حاكم كانساس [الإنجليزية]‏.
- 13 مارس – مايك بومبيو مدير لوكالة المخابرات المركزية.
- 31 مارس – ريكس تيلرسون وزير الخارجية الأمريكي.
- 10 أبريل – توم بوسرت مستشار الأمن الداخلي.

## أفلام
من الأفلام التي صدرت هذه السنة في الولايات المتحدة:
- 1 يناير – أنا، تونيا من إخراج كريغ غيليسبي.
- 1 يناير – الأجنبي من إخراج مارتن كامبل.
- 1 يناير – الحرب مع الجد من إخراج تيموثي هيل.
- 1 يناير – الراكب من إخراج جومي كوليت سيرا.
- 1 يناير – الفنان الكارثة من إخراج جيمس فرانكو.
- 1 يناير – انقراض
- 1 يناير – جزيرة الكلاب من إخراج ويس أندرسون.
- 1 يناير – جنود الحصان من إخراج Nicolai Fuglsig [الإنجليزية]‏.
- 1 يناير – حالة براد من إخراج مايك وايت.
- 1 يناير – ذا بوست من إخراج ستيفن سبيلبرغ.
- 1 يناير – شمس منتصف الليل من إخراج Scott Speer [الإنجليزية]‏.
- 1 يناير – شمشون
- 1 يناير – غرينغو من إخراج ناش إجيرتون.
- 1 يناير – فانتوم ثريد من إخراج بول توماس أندرسون.
- 1 يناير – كل المال في العالم من إخراج ريدلي سكوت.
- 1 يناير – ليدي بيرد من إخراج جريتا جيروج.
- 1 يناير – ماذا حدث للاثنين من إخراج تومي وركولا.
- 1 يناير – ماري الفخورة من إخراج باباك نجفي.
- 1 يناير – متسابق المتاهة: علاج الموت من إخراج ويس بال.
- 1 يناير – نادني باسمك من إخراج لوكا غواداغنينو.
- 1 يناير – ناطحة سحاب من إخراج روسون مارشال ثيردر.
- 1 يناير – وكر اللصوص من إخراج Christian Gudegast [الإنجليزية]‏.
- 1 يناير – ويند ريفر من إخراج تايلور شيريدان.
- 4 يناير – غدار: المفتاح الأخير من إخراج آدم روبيتل [الإنجليزية]‏.[1]
- 12 يناير – الفتى الأبيض ريك من إخراج Yann Demange [الإنجليزية]‏.
- 8 فبراير – المفترس من إخراج شاين بلاك.
- 15 فبراير – النمر الأسود من إخراج رايان كوغلر.[1]
- 23 فبراير – الأرنب بيتر من إخراج ويل جلوك.
- 23 فبراير – إبادة من إخراج أليكس غارلاند.[2]
- 23 فبراير – لعبة الليل من إخراج جون فرانسيس دالي، Jonathan Goldstein (filmmaker) [الإنجليزية]‏.
- 1 مارس – أستطيع فقط التخيل
- 1 مارس – العصفور الأحمر من إخراج فرانسيس لورانس.[1]
- 2 مارس – ديث وش من إخراج إيلي روث.
- 7 مارس – تومب رايدر من إخراج راور أوتوغ.
- 9 مارس – تجعد في وقت من إخراج إيفا ديفورني.
- 11 مارس – ريدي بلاير وان من إخراج ستيفن سبيلبرغ.[3]
- 16 مارس – مع حبي، سيمون من إخراج جريج بيرلانتي.
- 23 مارس – بولص رسول المسيح
- 23 مارس – شارلوك غنومس من إخراج جون ستيفنسون [الإنجليزية]‏.
- 6 أبريل – مكان هادئ من إخراج جون كراسينسكي.
- 13 أبريل – ذا تيتان من إخراج Lennart Ruff  [لغات أخرى]‏.
- 20 أبريل – سوبر تروبرس 2 من إخراج جاي شاندراسيخار.
- 26 أبريل – المنتقمون: الحرب اللانهائية من إخراج جو روسو [الإنجليزية]‏، أنتوني روسو [الإنجليزية]‏.[4]
- 15 مايو – ديدبول 2 من إخراج ديفيد ليتش.
- 24 مايو – سولو: قصة حرب النجوم من إخراج رون هاوارد.
- 7 يونيو – عالم جوراسي: المملكة الزائلة من إخراج خوان أنطونيو بايونا.
- 8 يونيو – أوشنس 8 من إخراج غاري روس.
- 6 يوليو – الرجل النملة والدبورة من إخراج بيتن ريد.
- 13 يوليو – فندق ترانسلفانيا 3: عطلة الصيف من إخراج جندي تارتاكوفسكي.
- 27 يوليو – مهمة مستحيلة: سقوط من إخراج كريستوفر ماك كويري.
- 30 أغسطس – المعادل 2 من إخراج أنطوان فوكوا.
- 31 أغسطس – شكل الماء من إخراج جييرمو ديل تورو.
- 4 سبتمبر – ثلاث لوحات خارج إيبينغ، ميزوري من إخراج مارتن ماكدونا.
- 8 سبتمبر – لعبة مولي من إخراج آرون سوركين.
- 20 سبتمبر – جوني إنجلش 3 من إخراج دايفيد كير.
- 21 سبتمبر – البيت مع الساعة على جدرانه من إخراج إيلي روث.
- 22 سبتمبر – سترونجر من إخراج ديفيد غوردون غرين.
- 1 أكتوبر – نقار الخشب وودي من إخراج Alex Zamm [الإنجليزية]‏.
- 17 نوفمبر – وندر من إخراج ستيفن تشبوسكي.
- 9 ديسمبر – حرب النجوم: الجيداي الأخير من إخراج ريان جونسون.
- 20 ديسمبر – الاستعراضي الأعظم من إخراج Michael Gracey [الإنجليزية]‏.
- 20 ديسمبر – الرجل المائي من إخراج جيمس وان.
- 20 ديسمبر – جومانجي: مرحبا بكم في الأدغال من إخراج جيك كاسدين.
- 20 ديسمبر – عودة ماري بوبينز من إخراج روب مارشال.[1]

## برامج ومسلسلات وأنمي
- 9-1-1

## كتب
من الكتب التي صدرت هذه السنة في الولايات المتحدة:
- 17 أبريل - ولاء أكبر من تأليف جيمس كومي
- 1 يونيو – الرئيس مفقود من تأليف بيل كلينتون.

## وفيات

### يناير
- 5 يناير – توماس بوب (مواليد 1949) عالم فلك أمريكي.[5]
- 5 يناير – جون يونغ (مواليد 1930) رائد فضاء أمريكي.[6]
- 13 يناير – جان بورتر (مواليد 1922)[7]
- 14 يناير – دان جورني (مواليد 1931)[8]
- 14 يناير – هيو ويلسون (مواليد 1943) مخرج سينمائي وكاتب سيناريو وممثل أمريكي.
- 16 يناير – برادفورد ديلمان (مواليد 1930) ممثل أمريكي.[9]
- 16 يناير – جو جو وايت (مواليد 1946) لاعب ومدرب كرة سلة أمريكي.[10]
- 18 يناير – أنتوني شور (مواليد 1962) قاتل متسلسل من الولايات المتحدة الأمريكية.
- 19 يناير – أوليفيا كول (مواليد 1942) ممثلة أمريكية.[11]
- 19 يناير – دوروثي مالون (مواليد 1924) ممثلة أمريكية.[12]
- 20 يناير – ناعومي باركر (مواليد 1921)[13]
- 21 يناير – كوني ساوير (مواليد 1912) ممثلة أمريكية.[14]
- 22 يناير – أورسولا لي جوين (مواليد 1929)
- 28 يناير – جين شارب (مواليد 1928) عالم سياسة من الولايات المتحدة الأمريكية.[15]
- 28 يناير – مارك سالينغ (مواليد 1982) ممثل أمريكي.
- 31 يناير – راسوال باتلر (مواليد 1979) لاعب كرة سلة أمريكي.[16]

### فبراير
- 7 فبراير – كاثرين وولف (مواليد 1947) عالمة نفس وخبيرة في مجال التفاعل الإنساني الحاسوبي.
- 9 فبراير – جون غافن (مواليد 1931) سياسي أمريكي.[17]
- 9 فبراير – ريج إي كاثي (مواليد 1958) ممثل أمريكي.[18]
- 15 فبراير – لاسي لو أهر (مواليد 1920) ممثلة أمريكية.
- 21 فبراير – بيلي غراهام (مواليد 1918) مبشر مسيحي إنجيلي أمريكي.[19]

### مارس
- 3 مارس – ديفيد أوغدن ستايرز (مواليد 1942) ممثل أمريكي.[20]
- 10 مارس – جين رودس (مواليد 1927) لاعب ثم مدرب كرة سلة أمريكي.
- 12 مارس – باد أولسن (مواليد 1940) لاعب كرة سلة أمريكي.
- 12 مارس – كين فلاتش (مواليد 1963) لاعب كرة مضرب من الولايات المتحدة.[21]
- 13 مارس – هنري ويليامز (مواليد 1970) لاعب كرة سلة من الولايات المتحدة الأمريكية.
- 14 مارس – أدريان لامو (مواليد 1981) صحفي وهاكر وعالم حاسوبيات أمريكي.[22]
- 16 مارس – تشارلز يانوفسكي (مواليد 1925) عالم وراثة أمريكي رائد.
- 20 مارس – بيتر جورج بيترسون (مواليد 1926) سياسي أمريكي.[23]

### أبريل
- 1 أبريل – ستيفين بوشكو (مواليد 1943) منتج تلفزيوني وكاتب.[24]
- 2 أبريل – ألتون فورد (مواليد 1981) لاعب كرة سلة أمريكي.
- 2 أبريل – فوفي سانتوري (مواليد 1932) لاعب ثُمَّ مدرب كرة سلة بورتوريكي.[25]
- 14 أبريل – هال قرير (مواليد 1936) لاعب كرة سلة أمريكي.[26]
- 15 أبريل – آر لي إيرمي (مواليد 1944) عسكري وممثل أمريكي.[27]
- 16 أبريل – هاري أندرسون (مواليد 1952) ممثل وكاتب سيناريو أمريكي.[28]
- 17 أبريل – باربرا بوش (مواليد 1925) سياسية أمريكية وزوجة الرئيس الحادي والأربعين للولايات المتحدة جورج بوش الأب.[29]
- 21 أبريل – فيرن تروير (مواليد 1969) ممثل أمريكي.[30]